# Колендо
Колендо — село в Охинском городском округе Сахалинской области России.

## География
Село находится в северной части острова Сахалин, на берегу залива Помрь.

## История
Село основано в 1963 году в связи с разработкой одноимённого нефтяного месторождения. Названо по близлежащему озеру. 
В 1972 году отнесено к категории рабочих посёлков.
До 2004 года — посёлок городского типа.

## Население
| 1979 | 1989  | 2002 | 2010 | 2021 |
| ---- | ----- | ---- | ---- | ---- |
| 2022 | ↘1783 | ↘38  | ↘0   | →0   |